# Chaniótis (Chalcidique)
Chaniótis, en grec moderne : Χανιώτης, ou Chanióti (Χανιώτη), est un village du dème de Kassándra, Macédoine-Centrale en Grèce.
Selon le recensement de 2011, la population du village s'élève à 893 habitants.